# Russian tea cake

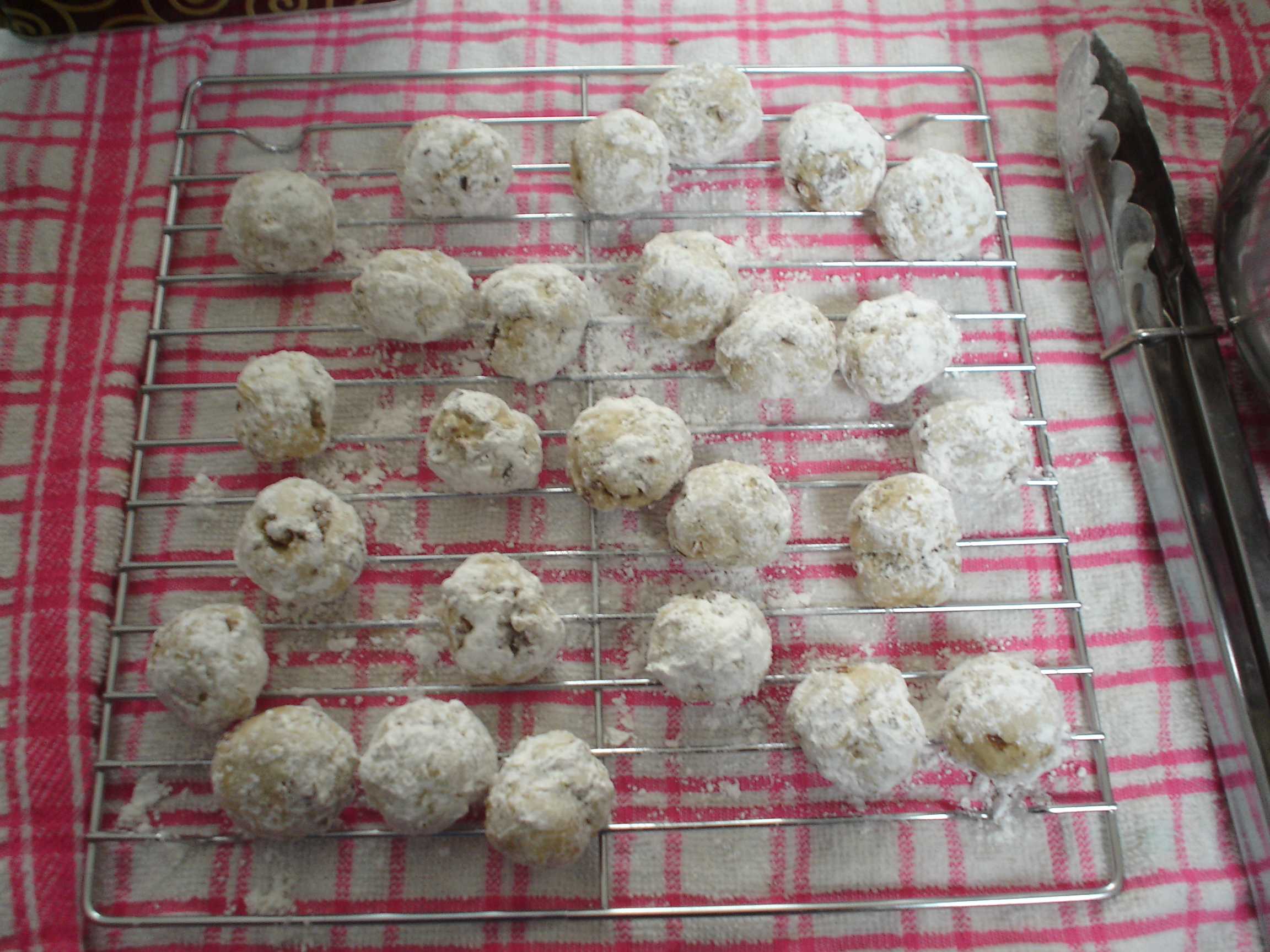
Russian tea cakes con pacanas.

La Russian tea cake (en inglés ‘pasta de té rusa’) es un tipo de dulce consumido habitualmente en Navidad tanto en Rusia como en los Estados Unidos. Es un tipo de jumble, un dulce común en la Inglaterra medieval. También se conocen como Mexican wedding cakes (‘pasteles de boda mexicanos’) o Mexican wedding cookies (‘galletas’) y butterballs (‘bolas de mantequilla’).

## Descripción
Las Russian tea cakes tienen una receta relativamente simple, consistiendo generalmente en frutos secos molido, harina y agua o, más frecuentemente, mantequilla. Tras hornearlas, se recubren con azúcar glas mientras aún están calientes, y de nuevo cuando se han enfriado.

## Historia
Las Russian tea cakes aparecieron en Rusia en el siglo XVIII, como dulce para tomar en la ceremonia del té. Para el siglo XX se habían incorporado a las bodas y las navidades estadounidenses, con su nombre popular Russian tea. El término Mexican wedding cake parece haber surgido en los Estados Unidos en la década de 1950, posiblemente como resultado de la Guerra Fría con la Unión Soviética.
También son muy populares en Suecia, donde se toman tras una cena de albóndigas suecas y salsa de arándano rojo.